# Limnoria poorei
Limnoria poorei är en kräftdjursart som beskrevs av Isabel Clifton Cookson 1991. Limnoria poorei ingår i släktet Limnoria och familjen borrgråsuggor. Inga underarter finns listade i Catalogue of Life.